# Рутка-Тартак (гміна)
Гміна Рутка-Тартак (пол. Gmina Rutka-Tartak) — сільська гміна у східній Польщі. Належить до Сувальського повіту Підляського воєводства.
Станом на 31 грудня 2011 у гміні проживало 2464 особи.

## Територія
Згідно з даними за 2007 рік площа гміни становила 92.32 км², у тому числі:
- орні землі: 68.00%
- ліси: 24.00%

Таким чином, площа гміни становить 7.06% площі повіту.

## Населення
Станом на 31 грудня 2011:
| Опис     | Загалом | Загалом | Чоловіки | Чоловіки | Жінки | Жінки |
| -------- | ------- | ------- | -------- | -------- | ----- | ----- |
| одиниця  | осіб    | %       | осіб     | %        | осіб  | %     |
| все      | 2464    | 100     | 1256     | 50.97    | 1208  | 49.03 |
| міське   | 0       | 100     | 0        |          | 0     |       |
| сільське | 2464    | 100     | 1256     | 50.97    | 1208  | 49.03 |

## Сусідні гміни
Гміна Рутка-Тартак межує з такими гмінами: Віжайни, Єленево, Шиплішкі.